# 프로펠러

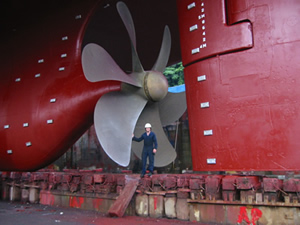
은색 스크루의 모습.

프로펠러(영어: Propeller)는 비행기, 선박 등에서 엔진의 회전력을 추진력으로 바꾸는 장치를 통칭한다.

## 개요
프로펠러(배 위의 경우에는 스크류, 항공기의 경우에는 에어스크류로 불림)는 회전하는 허브와 나선형을 형성하기 위해 피치에 설치된 방사형 날개를 가진 장치로, 회전할 때 물이나 공기와 같은 작동 유체에 선형 추력을 가한다. 프로펠러는 파이프나 덕트를 통해 유체를 펌핑하거나 물이나 공기를 통해 보트를 추진시키기 위한 추력을 생성하기 위해 사용한다. 날개는 유체에 힘을 가하는 베르누이의 정리에 의해 유체를 통한 회전 운동이 날개의 두 표면 사이에 압력 차이를 일으키도록 형성된다. 대부분의 해양 프로펠러는 대략 수평축을 갖는 프로펠러 샤프트에서 회전하는 나선형 날개를 가진 스크류 프로펠러이다.